# Оке Хольмберг
Оке Хольмберг (швед. Åke Holmberg) – шведський письменник, перекладач, автор книг для дітей та юнацтва.

## Біографія
Оке Хольмберг народився 31 травня 1907 року у Стокгольмі. 
По отриманню середньої освіти, навчався у Стокгольмському університеті, який закінчив у 1934 році отримавши диплом бакалавра мистецтв.
У 1946 році О. Хольмберг дебютував як письменник із книгою для молоді «Будинок тіней». Того ж року була опублікована друга книга автора під назвою «Одна пригода в Стокгольмі». 
У 1948 році вийшла перша з дев’яти книг про пригоди приватного детектива Туре Свентона, які сам автор вважав пародією на детективний жанр. Проте саме ці книги зробили його популярним. 
У 1967 році була опублікована єдина книга О. Хольмберга розрахована на дорослу аудиторію – роман «Фрукти Аквілеї».
Також О. Хольмберг відомий як перекладач дитячих та юнацьких книг серед яких: «Острів скарбів» Р.Л. Стівенсона, «Пригоди Олівера Твіста» Ч. Діккенса, казки Г. Х. Андерсена, «Робінзон Крузо» Д. Дефо.
Помер О. Хольмберґ 09 вересня 1991 року.

## Вибрані твори
- Будинок тіней, 1946;
- Грітт: дівчина, у якої була картина Ван Гога, 1947;
- Туре Свентон – приватний детектив, 1948;
- Туре Свентон у пустелі, 1949;
- Туре Свентон у Лондоні, 1950;
- Туре Свентон у Парижі, 1953;
- Туре Свентон у Стокгольмі, 1954;
- Туре Свентон та Ізабелла, 1955;
- Історія Маргарет, 1961;
- Туре Свентон у будинку з привидами, 1965;
- Туре Свентон в універмазі, 1968;
- Чудовисько, 1972;
- Туре Свентон у Венеції, 1973[6][7].

## Нагороди
- Літературна премія «Шведський щоденник», 1948[8];
- Меморіальна дошка Нільса Хольгерссона, 1961[9];
- Премія Астрід Ліндґрен, 1967[10];
- Премія Шведської академії детективної літератури, 1980[11];
- Премія «Теммельбуркен», 2007[12].